# جوديت ماسكو
جوديت ماسكو وبالاو (مواليد 12 أكتوبر 1969) عارضة أزياء إسبانية، مقدمة تلفزيونية وممثلة كاتبة من برشلونة.

## نشأتها
نشأت في عائلة من الطبقة الوسطى، كانت ابنة مدير مدرسة. في سن 15، بدأت حياتها المهنية في عالم الموضة، بينما كانت تأخذ دروس العزف على البيانو وتذهب إلى المدرسة. كان إنجازها في سن 13 عامًا في إعلان تلفزيوني. بدأت دراستها كعارضة أزياء في مدرسة وكالة فرانسينا الدولية للنمذجة. وقعت لاحقا عقدا مع الوكالة وبدأت في عرض الأزياء. قادتها شغفها في عرض الأزياء إلى السفر إلى اليابان وإيطاليا بشكل أساسي.

## مسيرتها المهنية
جاء أول عمل له في عالم الإعلان عن عمر يناهز 13 عامًا، عندما قدم ابتسامته في إعلان لعلامة تجارية أيس كريم أسباني معروف. لكن دخوله إلى عالم الموضة كان فرصة محضة: قام صديق والدته بتنظيم عرض خيري، وطلب من جوديت أن تستعرض فيه لأنه فشل في عرض أحد النماذج؛ قبل النزول من المنصة كان لدي بالفعل عروض من عدة وكالات.
مع 15 عامًا فقط، بدأ حياته المهنية في عالم الموضة. صنعت أولى أعماله الهامة في ميلانو وباريس ونيويورك، حيث طور كسمكة في الماء بفضل ابتسامته الجميلة واللغات الأربع التي يهيمن عليها. "في ميلانو، قضيت معظم الوقت، وتمكنت من العرض مرارًا وتكرارًا للمصممين مثل أرماني، دولتشي آند غابانا، فالنتينو، ماكس مارا، إلخ. في نيويورك، فعلت ذلك مع كارولينا هيريرا، إسكادا، آن كلاين.
حدثت قفزتها إلى الشهرة في فبراير من عام 1990 عندما ظهرت على غلاف المجلة الأمريكية المرموقة سبورت إلستريتد ، لملابس السباحة. بعد ذلك بعامين، عندما كان لدى جوديت شهرة كبيرة في الموضة، انتشرت شعبيتها في جميع أنحاء العالم لتكون صورة للألعاب الأولمبية في برشلونة.
في إسبانيا كانت واحدة من تلك الثابتة في باساريلا سيبيليس وفي غاودي.
قام جوديت أيضًا بخطواته الأولى في السينما، حيث تجرأ حتى الآن فقط بأدوار صغيرة. كان فيلمه الأول فصل الشتاء الطويل (بالإسبانية: El largo invierno del)، عام 1992 من إخراج جايمي كامينو، والثاني «بعد الحلم» للمخرج ماريو كامو.

## حياتها الشخصية
تزوجت جوديت منذ عام 1993 من المحامي الكاتالوني إدواردو فيسينتي، من عالم الموضة لتكرس نفسها لبناتها: ماريا، باولا، روميتا وكلارا.

## روابط خارجية
- جوديت ماسكو على موقع IMDb (الإنجليزية)
- جوديت ماسكو على موقع كينوبويسك (الروسية)
- جوديت ماسكو على موقع دليل عارضات الأزياء (الإنجليزية)
- Official website
- جوديت ماسكو في قاعدة بيانات الأفلام على الإنترنت